# سعة التبريد
سعة التبريد هي مقياس لقدرة نظام التبريد لإزالة الحرارة وطردها من النظام.
وتقاس بوحدة الواط من نظام الوحدات الدولي.
وهناك وحدات أخرى يمكن قياسها بها مثل الطن.
ويمكن تعريف سعة التبريد بالقدرة علي جعل طن من الماء يتجمد عند درجة حرارة معينة خلال فترة معينة من الزمن.
1 طن من التبريد يعنى قدرة المبرد عليى تجميد 2000 رطل l من الماء عند 0° سيلزيوس أو عند 32° فهيرنهايت خلال فترة زمنية مقدارها 24 ساعة.
1 طن من التبريد يساوي 211 كيلوجول/دقيقة أو 200 وحدة حرارية بريطانية/دقيقة.
المعادلة الأساسية بوحدات النظام العالمي للوحدات للتعبير عن سعة التبريد تكون في صورة :
{\displaystyle {\dot {Q}}={\dot {m}}C_{p}\Delta T}
حيث أن :
{\displaystyle {\dot {Q}}} هي سعة التبريد [kW]
{\displaystyle {\dot {m}}} هو معدل تدفق الكتلة [kg/s]
{\displaystyle C_{p}} هي سعة الحرارة النوعية [kJ/kg K]
{\displaystyle \Delta T} هو مقدار التغير في درجة الحرارة [K]